# يوتا موراسي
يوتا موراسي (باليابانية: 村瀬 勇太) (مواليد 28 أكتوبر 1989)، هو لاعب كرة قدم سابق كان يلعب كلاعب وسط.

## وصلات خارجية
- يوتا موراسي على موقع رابطة كرة القدم اليابانية للمحترفين (اليابانية)
- يوتا موراسي على موقع Soccerway.com (الإنجليزية)